# Static Shock
Static Shock is een Amerikaanse animatieserie gebaseerd op het personage Static van DC Comics. De serie werd geproduceerd door Warner Bros. Television en liep van september 2000 tot mei 2004 met een totaal van 52 afleveringen.
In Amerika werd de serie aanvankelijk uitgezonden door Kids' WB, en later door Cartoon Network. In Nederland was de serie een tijdje te zien op Net5.

## Achtergrond
Veel van de personages en verhalen uit de serie zijn rechtstreeks overgenomen uit de strips. Toch verschilt de serie op een aantal punten met de strip. Zo heeft Static een iets ander kostuum en andere vrienden. Tevens is in de serie Statics moeder overleden (al voor de eerste aflevering), terwijl ze in de strips gewoon in leven is.
Aanvankelijk zou de serie geen connectie hebben met andere animatieseries. Maar naarmate de serie vorderde besloten de producers om hem toch onderdeel te maken van het DC Animated Universe. Daarna had de serie een paar crossovers met andere series zoals The New Batman Adventures, Batman of the Future en Justice League.

## Inhoud
De serie speelt zich af in de fictieve stad Dakota, en draait om de jonge Afro-Amerikaan Virgil Hawkins. Bij een ongeluk dat later bekend komt te staan als de “Big Bang” worden hij en vele anderen blootgesteld aan een giftig chemisch gas. Dit gas doodt de meeste mensen, maar sommigen (waaronder Static) verkrijgen er speciale krachten door. Virgils kracht houdt in dat hij statische elektriciteit kan opwekken en manipuleren voor verschillende doeleinden (zo kan hij stroomstoten uitdelen en metalen voorwerpen laten vliegen). Hij neemt het alter ego “Static” aan, en wordt een lokale held. De meeste van zijn tegenstanders zijn leden van straatbendes die ook werden getroffen door het gas, en hun nieuwe krachten voor kwaadaardige doeleinden gebruiken.

## Personages

### Hawkins familie
- Virgil Ovid Hawkins/Static Shock (stem van Phil LaMarr) – de hoofdpersoon uit de serie. Hij zit op een middelbare school in de fictieve stad Dakota. Hij is buiten weten van zijn familie om de held Static.
- Robert Hawkins (stem van Kevin Michael Richardson) – een sociaal medewerker en Virgils vader. Hij is het hoofd van de Freeman Community Center. Robert is een strenge maar goedwillende vader. Hij heeft een hekel aan straatbendes en voornamelijk de “Big Bangies”. Robert is het grootste deel van de serie niet op de hoogte van Virgils alter ego. Pas in de aflevering "Kidnapped" ontdekte hij de waarheid.
- Sharon Hawkins (stem van Michele Morgan) – Virgils oudere zus. Ze zit op de hogere school, maar woont nog wel in haar ouderlijk huis. Ze is tevens vrijwilliger in een ziekenhuis. Ze is een grote fan van Static, niet wetende wie hij werkelijk is. Ironisch genoeg heeft ze met Virgil vaak ruzie.
- Trina Jessup (stem van Sheryl Lee Ralph) - Roberts nieuwe vriendin. Trina is een agente bij de politie van Dakota en een soort tweede moeder voor Virgil en Sharon.

### Andere helden
- Richard "Richie" Osgood Foley/Gear (stem van Jason Marsden) – Virgils beste vriend en lange tijd de enige persoon die Virgils geheim kende. Hij was het die Virigl ertoe aanzette zijn krachten te gebruiken voor heldendaden, vooral omdat hij zelf een groot stripliefhebber is. Lange tijd was Richie een bijpersonage. In seizoen 3 blijkt dat ook hij gemuteerd is bij de Big Bang, maar dat het gewoon een tijdje duurde voor zijn mutatie zichtbaar werd. Zijn mutatie is dat hij bovenmenselijk slim wordt. Derhalve is hij in staat voor zichzelf een high-tech kostuum te makenen ook een held te worden. Richie is er voor de serie bijbedacht, maar zijn uiterlijk en persoonlijkheid zijn gebaseerd op twee van Statics vrienden uit de stripserie.
- Adam Evans/Rubber-Band Man (stem van Kadeem Hardison) – een tiener die zich als een elastiek kan uitrekken. Voorheen was hij een schurk, maar na een tijd in de gevangenis bekeerde hij zich. Adam is in zijn vrije tijd muzikant.
- Shenice Vale/She-Bang (stem van Rosslynn Taylor Jordan) – een meisje dat in een laboratorium genetisch werd aangepast om haar bovenmenselijke kracht en wendbaarheid te geven. Ze kon uit het lab ontsnappen met behulp van de wetenschappers die haar hadden gemaakt.
- Anansi the Spider (stem van Carl Lumbly) – een superheld uit Ghana, en een van de grootste Afrikaanse helden. Hij kan enorm realistische illusies opwekken en zo mensen alles laten zien wat hij maar wil. Hij kreeg deze krachten van een kleine gouden spin.
- Morris Grant/Soul Power (stem van Brock Peters) – een oude superheld met krachten gelijk aan die van Static. Hij is met pensioen, maar was Dakota’s primaire held in de jaren 60.
- Phillip Rollins/Sparky (stem van Rodney Saulsberry) – voorheen Soul Power's helper. Hij werkt nu als een meteoroloog in Dakota. Zijn krachten kwamen van zijn kostuum.
- De DC Animated Universe helden Batman, Robin (Tim Drake), Superman, de Green Lantern John Stewart, de Justice League en Terry McGinnis/Batman Beyond.

### Schurken
- Tamara Lawrence/Monster (stem van Ariyan A. Johnson (Tamara)/Dee Bradley Baker (the monster)) – een jonge vrouw die kan veranderen in een enorm beest. In deze beestvorm is ze enorm sterk. Haar ogen en oren zijn overgevoelig voor licht en geluid. Ze is een van de Big Bang slachtoffers die later met een tegengif weer normaal wordt.
- Nina Crocker/Time-Zone (stem van Rachael MacFarlane) – een Big Bang slachtoffer die de tijd kan manipuleren, waardoor ze naar het verleden kan reizen. Ze was een van de sterkste supermensen op de planeet. Ze besloot uiteindelijk dat haar krachten te gevaarlijk waren, en veranderde het verleden zodat ze nooit aan de Big Bang werd blootgesteld.
- Kellie Reginalds/Mirage (stem van Gavin Turek) – een jong meisje met speciale fotokinetische krachten waarmee ze realistische illusie kan opwekken. Aanvankelijk pleegde ze misdaden omdat haar broer Boom, die ook een supermens was geworden, haar dat opdroeg. Later zag ze haar fout in en hielp Static om Boom te verslaan.
- Derek Barnett/D-Struct (stem van Bumper Robinson) – een atleet die ionische energie rondom zichzelf kan genereren. Deze energie beschermt hem tegen verwondingen, en kan worden afgevuurd op elk doelwit.
- Dwayne McCall (stem van Blayne Barbosda) – kan de realiteit veranderen. Hij hield er vooral van om personages uit zijn favoriete stripboeken op te roepen. Zijn stiefbroer Aaron Price ontdekte dit, en zette Dwayne aan tot het beroven van banken. Static kon Dwayne later in laten zien dat hij werd gebruikt.
- Thomas Kim/Tantrum (stem van John Cho) – een student die door zijn vader tot het uiterste werd gedreven qua schoolprestaties. Na de Big Bang zorgde zijn woedde en stress ervoor dat hij veranderde in een groot paars monster.
- Maureen Connor/Permafrost (stem van Hynden Walch) – een dakloos meisje met de macht over ijs. Bekeerde zich toen Static haar naar een daklozenopvang bracht.
- Allie Langford/Nails (stem van T'Keyah Keymáh) – een Big Bang slachtoffer met een metalen huid en onverwoestbare klauwen. Ze probeerde hulp te vinden voor haar mutatie via een website gerund door Poison Ivy en Harley Quinn. De twee lokten haar naar Gotham City om haar voor hun eigen plannen te gebruiken. In een teamup met Batman kon Static dit voorkomen.
- The Night-Breed – een groep Big Bang slachtoffers verzameld door Ebon. Alle leden zijn door hun mutatie overgevoelig voor licht en leven derhalve ondergronds.
  - Nightingale/Gail (stem van Colleen O'Shaughnessey) – kan een speciale stof genaamd Dark Matter maken waarmee ze zichzelf tegen fel licht beschermd.
  - Brickhouse (stem van Dawnn Lewis) – Nightingale's beste vriendin die zich kan veranderen in steen.
  - Tech (stem van Freddy Rodriguez) – een uitvinder met bovenmenselijke intelligentie.
  - Fade (stem van Freddy Rodriguez) – een Big Bang slachtoffer die door vaste materialen kan lopen en vrijwel niet vast te pakken is.
- Dule Jones (stem van Marshall Jones) – een schurk met metalen tentakels die uit zijn rug groeien (ongeveer gelijk aan Marvel Comics’ Dr. Octopus). Hij kan deze tentakels ook intrekken en zo zijn mutatie verbergen. Hij bekeert zich uiteindelijk voor een football carrière.

## Afleveringen

### Seizoen 1
1. Shock to the System
2. Aftershock
3. The Breed
4. Grounded
5. They're Playing My Song
6. The New Kid
7. Child's Play
8. Sons of the Fathers
9. Winds of Change
10. Bent Out of Shape
11. Junior
12. Replay
13. Tantrum

### Seizoen 2
1. The Big Leagues (crossover met “The New Batman Adventures”)
2. Power Play
3. Brother-Sister Act
4. Static Shaq
5. Frozen Out
6. Sunspots
7. Pop's Girlfriend
8. Bad Stretch
9. Attack of the Living Brain Puppets
10. Duped
11. Jimmy

### Seizoen 3
1. Hard as Nails (crossover met “The New Batman Adventures”)
2. Gear
3. Static in Africa
4. Shebang
5. The Usual Suspect
6. A League of Their Own (1) (crossover met “Justice League”)
7. A League of Their Own (2) (crossover met “Justice League”)
8. Showtime
9. Consequences
10. Romeo in the Mix
11. Trouble Squared
12. Toys in the Hood (crossover met “Superman: The Animated Series”)
13. The Parent Trap
14. Flashback
15. Blast from the Past

### Seizoen 4
1. Future Shock (crossover met “Batman of the Future”)
2. She-Back!
3. Out of Africa
4. Fallen Hero (gastoptreden van “Green Lantern” uit “Justice League”)
5. Army of Darkness
6. No Man's an Island
7. Hoop Squad
8. Now You See Him ...
9. Where the Rubber Meets the Road
10. Linked
11. Wet and Wild
12. Kidnapped
13. Power Outage

### Crossovers buiten de serie
Static deed mee in de afleveringen The Once and Future Thing, Part 1: Weird Western Tales en The Once and Future Thing, Part 2: Time, Warped van de serie Justice League Unlimited.